# Кшауші
Кша́уші (рос. Кшауши, чув. Кăшавăш) — присілок у складі Чебоксарського району Чувашії, Росія. Входить до складу Кшауського сільського поселення.
Населення — 321 особа (2010; 283 у 2002).
Національний склад:
- чуваші — 98 %